# Чернышёв, Василий Ильич
Васи́лий Ильи́ч Чернышёв (29 декабря 1866 (10 января 1867), село Алексино, Владимирская губерния — 21 мая 1949, Ленинград) — русский советский языковед, член-корреспондент Академии наук СССР (1931).

## Биография
В 1885 году окончил Киржачскую учительскую семинарию во Владимирской губернии, получил звание учителя начального училища. После этого в течение трех лет работает учителем в Зиновьевском и Константиновском сельских училищах Александровского уезда.
В 1888—1912 годах преподавал русский язык в сельских, в Сергасском, Зарайском, Мещовском (с 1896 г.) уездных, городских училищах Нижегородской и Калужской губерний.
В годы пребывания в Мещовске начинает заниматься исследовательской работой. У него стал складываться и постепенно углубляться интерес к живой речи окружающих его людей: детально изучил говор и быт горожан. Тогда же он направил в отделение русского языка и словесности Академии наук подготовленный им «Проект некоторых преобразований в дальнейшей обработке академического словаря». В 1898 году при содействии А. А. Шахматова был переведен на работу в Петербург учителем городского училища. Был привлечён А. А. Шахматовым для словарной работы при Петербургской АН.
С 1912 г. полностью посвятил себя научной деятельности: составлению словаря и диалектологическим исследованиям. Им опубликованы статьи о владимирских, московских, калужских, псковских, новгородских и других говорах. Кроме территориальных он изучал также и социальные говоры сельского и городского населения: язык портных, кожевников, офеней (мелких торговцев).
В 1931 г. избран членом-корреспондентом АН СССР.
С 1936 года являлся главным редактором семнадцатитомного «Словаря современного русского литературного языка». Под его руководством была закончена работа над первыми двумя томами и вышел в свет первый том в 1948 году.
Скончался 21 мая 1949 года. Похоронен в Ленинграде на Шуваловском кладбище.
В 1949 году по решению Владимирского отдела образования средней школе 2 города Киржача было присвоено его имя.

## Научная деятельность
Основные труды В. И. Чернышёва посвящены лексикологии, диалектологии, орфографии, орфоэпии, стилистике и методике преподавания русского языка. Среди них — «Правильность и чистота русской речи» (1911). Чернышёв исследовал язык и стиль таких отечественных писателей, как Е. А. Баратынский, А. В. Кольцов, В. И. Майков, Н. А. Некрасов, И. С. Тургенев, Г. И. Успенский, А. С. Пушкин.
Он также автор ряда учебников и учебных пособий.

## Награды и премии
- орден Ленина (10.06.1945)
- Ленинская премия (1970, посмертно) — за создание 17-томного «Словаря современного русского литературного языка».